# دارنيل ويلسون (ملاكم)
دارنيل ويلسون (بالإنجليزية: Darnell Wilson)‏ (23 يونيو 1966 - ) هو ملاكم أمريكي، صنّف ضمن فئة الوزن المتوسط الخفيف ‏.

## وصلات خارجية
- دارنيل ويلسون على موقع بوكس ريك (الإنجليزية) (registration required)